# Грифтон (Северна Каролина)
Грифтон (енгл. Grifton) град је у америчкој савезној држави Северна Каролина.

## Демографија
По попису из 2010. године број становника је 2.617, што је 544 (26,2%) становника више него 2000. године.
| Група             | 2000.         | 2010.         |
| Белци             | 1.275 (61,5%) | 1.250 (47,8%) |
| Афроамериканци    | 688 (33,2%)   | 1.069 (40,8%) |
| Азијати           | 1 (0,0%)      | 1 (0,0%)      |
| Хиспаноамериканци | 98 (4,7%)     | 253 (9,7%)    |
| Укупно            | 2.073         | 2.617         |